# Ringsted
Ringsted es una ciudad de Selandia, en Dinamarca, que cuenta con 21.412 habitantes en 2012. Pertenece al municipio de Ringsted y a la región administrativa de Selandia.
Ringsted está situada en el centro de la isla, a 60 km de Copenhague, en una amplia zona agrícola. Fue una importante localidad durante la era vikinga y la Edad Media. A pesar de ser una de las ciudades más viejas de Selandia, no conserva prácticamente edificios antiguos debido a haber sido azotada por varios incendios. Su principal patrimonio es la iglesia de San Benito, templo románico del siglo XI que fue un tiempo la principal tumba de la nobleza danesa.
Experimentó una recuperación económica que inició con la llegada de la industrialización en el siglo XIX, con lo que su población creció rápidamente y Ringsted se convirtió en la moderna ciudad que es ahora.

## Historia
Debido a su posición central en la isla, Ringsted tuvo relevancia tanto política como espiritual en la era vikinga. Fue sitio de una asamblea (ting), un lugar importante de culto de la religión nórdica y según antiguas obras poéticas, fue también residencia real.
Con la llegada del cristianismo y de acuerdo a la Crónica de Roskilde, el obispo Sven Normand ordenó en el siglo XI la construcción de una iglesia de piedra en el lugar y el establecimiento de un monasterio benedictino de gran tamaño. No se sabe cuándo recibió Ringsted los privilegios de ciudad comercial (købstad) —los archivos antiguos se quemaron y la carta más antigua que ratifica esos privilegios data de 1441—, pero desde el siglo XI ya se acuñaban monedas en la localidad, lo que denota la importancia que ésta tenía. Ringsted continuó siendo sede de una asamblea durante toda la Edad Media y por ello fue junto con Roskilde —la sede episcopal— la ciudad más importante de Selandia. Aquí se resolvían casos que no habían sido solucionados en las diferentes localidades de la isla, y fue una de las tres asambleas danesas cuya función era reconocer al heredero al trono danés. 
En la iglesia del monasterio de Ringsted fue sepultado el príncipe Canuto Lavard, padre del rey Valdemar el Grande. Canuto Lavard fue canonizado en 1170, lo que ocasionó que su tumba atrajera peregrinos durante todo el resto de la Edad Media. El hijo de Valdemar, Canuto VI, fue coronado en la iglesia a finales del siglo XII. La iglesia serviría posteriormente de tumba de varios reyes y otros miembros de la nobleza, con lo que el monasterio ganó renombre y riqueza.
Además de San Benito, hubo una iglesia parroquial dedicada a San Juan, que fue demolida en 1571 cuando la parroquia fue trasladada a San Benito. También existió el hospital de San Jorge, dedicado al cuidado de los leprosos, que continuó operando hasta 1631 como asilo de pobres.
Hacia el final de la Edad Media, coincidiendo con el alzamiento de Copenhague como el nuevo centro político y económico de Selandia y Dinamarca, comenzó un período de retroceso para Ringsted que perduraría hasta el siglo XIX. Su monasterio fue abolido con la llegada de la reforma luterana, y el comercio no pudo despuntar debido a la falta de acceso al mar. En el siglo XVI la ciudad fue destruida por varios incendios. El rey Cristián III ordenó que los bosques del antiguo monasterio proporcionaran madera a los habitantes para la reconstrucción de la ciudad. El último rey en ser proclamado por la asamblea de Ringsted fue Cristián IV a finales del siglo XVI; desde entonces la asamblea, trasladada a la iglesia de San Benito en 1584, funcionó como un tribunal secundario hasta 1805, año en que fue formalmente abolida.
Durante las guerras contra Suecia, la ciudad fue atacada y saqueada. Durante el pillaje sueco se perdió la colección de la biblioteca del monasterio, que incluía varios miles de libros antiguos y valiosos manuscritos medievales islandeses. En 1693 se incendiaron los barrios pobres y en 1747 se incendió la mayor parte de la ciudad. Para 1769 Ringsted contaba con únicamente 703 habitantes, siendo una de las ciudades menos pobladas de Selandia.
La inauguración del ferrocarril a mediados del siglo XIX significó el inicio de mejores tiempos. El ferrocarril unió Ringsted con Copenhague y Korsør y con ello comenzó cierta actividad industrial en la ciudad. A principios del siglo XX Ringsted se enlazó por tren con Næstved y Køge, y en 1925 con Frederikssund (esta última línea, sin embargo, sólo duró 11 años en funcionamiento). La población creció significativamente (de 3.000 a 6.000 habitantes entre 1900 y 1930) y la industria y la artesanía dominaron la economía. Entre las principales industrias de este período destacan la del hierro, la de maquinaria y alimentos (cárnicos y lácteos). También a principios del siglo XX se establecieron una escuela agropecuaria y un hospital.
En los años 1970 la población llegó a los 14.000 habitantes. En esa misma década Ringsted quedó conectada a la ruta europea E20, convirtiéndose en un nudo de caminos. Al igual que la mayoría de las ciudades danesas, esa eṕoca estuvo marcada por el incremento del comercio y las actividades terciarias en detrimento de la industria y la artesanía, proceso que aún continúa.

## Localidades hermanas
El municipio de Ringsted reconoce a las siguientes ciudades hermanas:
- Halden, Noruega
- Gyöngyös, Hungría
- Kutná Hora, República Checa
- Ringsted, Estados Unidos
- Skövde, Suecia
- Sastamala, Finlandia